# Justin Bijlow
Justin Bijlow (Rotterdam, 22 januari 1998) is een Nederlands voetballer die als doelman speelt. Hij stroomde in 2016 door vanuit de jeugdopleiding van Feyenoord, waar hij in augustus 2021 een nieuw contract tekende tot medio 2025. Bijlow debuteerde in september 2021 in het Nederlands elftal onder bondscoach Louis van Gaal.

## Clubcarrière

### Feyenoord

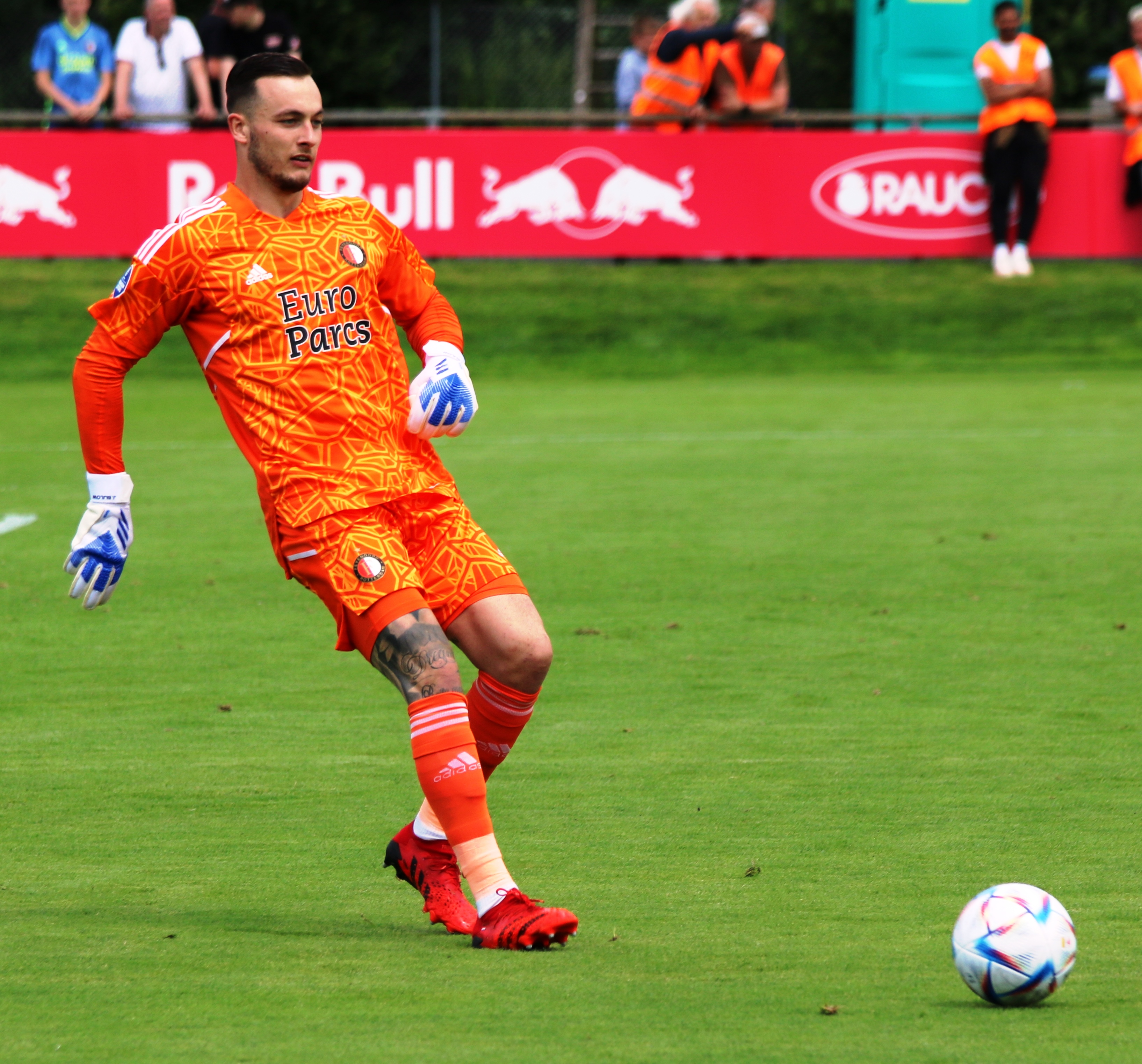
Bijlow voor Feyenoord in juli 2022

Bijlow werd geboren in Rotterdam en begon al op jonge leeftijd met voetballen bij SC Feyenoord. Drie jaar later maakte hij de overstap naar de jeugdopleiding van Feyenoord. In 2016 stroomde Bijlow door naar het eerste elftal van de club. Onder hoofdtrainer Giovanni van Bronckhorst behaalden de Rotterdammers dat seizoen het landskampioenschap, maar Bijlow kwam dat seizoen nog niet in actie in de Eredivisie. Bij de aftrap van het volgende seizoen, op 13 augustus 2017, maakte hij zijn officiële debuut voor Feyenoord, tijdens de thuiswedstrijd tegen Twente. Hij verving die middag Brad Jones, die niet kon spelen door een rugblessure. Bijlow kwam in aanmerking omdat Kenneth Vermeer ook al geblesseerd was. Deze wedstrijd eindigde in een 2-1 overwinning. Later dat seizoen mocht Bijlow in de thuiswedstrijd tegen Sparta Rotterdam het doel verdedigen. Ditmaal was de competitie al beslist en kreeg Bijlow de kans om speelminuten te maken. Jones nam plaats op de reservebank. Ook in de laatste wedstrijd van het seizoen, uit tegen Heerenveen, stond Bijlow in de basis bij Feyenoord. In deze wedstrijd stopte Bijlow een strafschop van Arbër Zeneli.

#### Eerste doelman
Na het vertrek van concurrent Jones naar Al-Nassr besloot Van Bronckhorst Bijlow aan te wijzen als de eerste doelverdediger van de Rotterdammers. Van Bronckhorst had dit naar eigen zeggen al lang in zijn hoofd en na het vertrek van Jones viel de definitieve beslissing in het voordeel van Bijlow. Op zaterdag 4 augustus 2018 maakte hij voor het eerst zijn opwachting als eerste doelman. In het duel om de Johan Cruijff Schaal 2018 pakte Bijlow twee strafschoppen, van Jorrit Hendrix en Pablo Rosario, in de beslissende strafschoppenserie. Na een tijd blessureleed, en de komst van Jaap Stam en later Dick Advocaat als trainer was Bijlow tijdelijk buiten beeld.
Na het vertrek van Kenneth Vermeer, op 15 januari 2020, naar Los Angeles FC, werd Bijlow wederom eerste keeper en kreeg hij in de eerstevolgende wedstrijd het rugnummer 1 toegewezen. Onder Advocaat speelde Feyenoord degelijk voetbal, waarbij er met enige regelmaat belangrijke reddingen van Bijlow te bewonderen waren. Feyenoord bereikte in het seizoen 2019/2020 de bekerfinale, waarin gespeeld zou worden tegen Utrecht. De finale werd nooit gespeeld vanwege de gevolgen van de coronacrisis. Ook de competitie werd geannuleerd. Feyenoord stond op dat moment op de derde plek. Ook het daaropvolgende seizoen werd gekenmerkt door maatregelen omtrent het coronavirus, maar dit seizoen werd wel volledig afgewerkt. Het laatste seizoen onder leiding van Advocaat eindigde De Trots van Zuid op de vijfde plaats.
Arne Slot kwam over van AZ en volgde Advocaat op als hoofdtrainer van Feyenoord. Ook onder Slot werd Bijlow de onomstreden eerste doelman van de club. De Rotterdammers kende een verrassend sterk seizoen waarin het op een derde plaats in de competitie eindigde en de finale van de UEFA Europa Conference League behaalde. Met Bijlow als vaste doelman bereikte Feyenoord ongeslagen de knock-outfase. In het tweede deel van de competitie, zowel in de Eredivisie als Europees voetbal, stond Bijlow lange tijd aan de kant en verving Ofir Marciano hem onder de lat. Bijlow maakte zijn rentree in de finale tegen AS Roma die met 0-1 verloren ging.

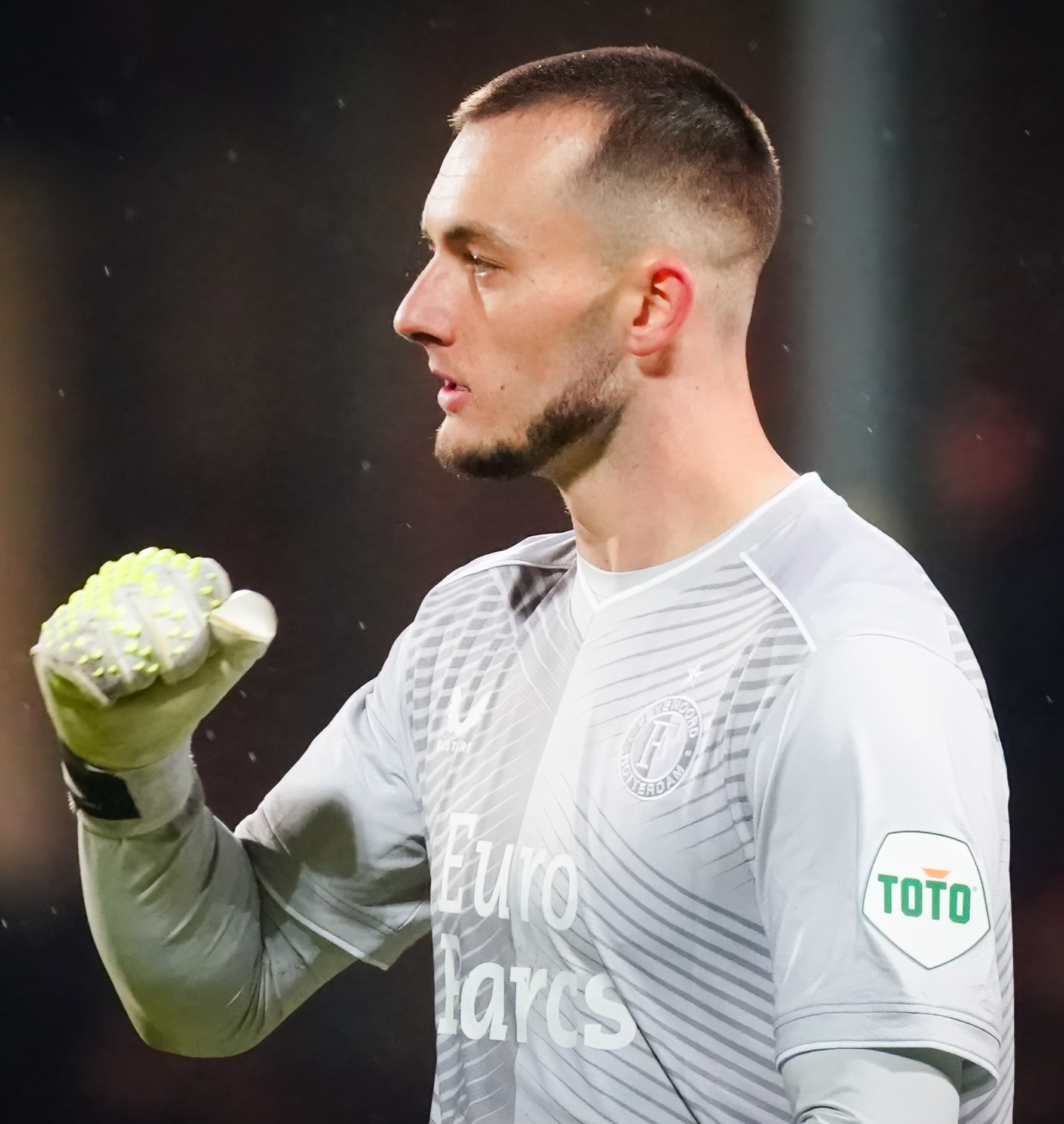
Bijlow in 2024 met Feyenoord

Het daaropvolgende seizoen begon Bijlow weer als vaste waarde onder de lat. Na de winterstop moest hij wederom enige tijd toekijken en werd hij vervangen door Timon Wellenreuther, die dat seizoen gehuurd werd van Anderlecht. De laatste speelrondes van het seizoen was Bijlow wel weer beschikbaar. Zo stond hij op 14 mei 2023 onder de lat tegen Go Ahead Eagles. Door de 3-0 overwinning op de Deventenaren werd Feyenoord twee speelrondes voor het einde kampioen van de Eredivisie.
Op zondag 4 februari 2024 raakte Justin Bijlow opnieuw geblesseerd in het duel tegen AZ in Alkmaar. Hij wist zich na een langdurige revalidatie terug te knokken in het elftal, waardoor hij de laatste drie wedstrijden van het seizoen 2023/24 de kans kreeg zich in de kijker van bondscoach Ronald Koeman te spelen voor het Europees kampioenschap voetbal 2024. Hij werd opgenomen in de definitieve selectie en was op het EK tweede doelman. 

#### Plek onder de lat kwijt
Bij de start van het nieuwe seizoen werd duidelijk dat Bijlow zijn plek onder de lat bij Feyenoord kwijt zou raken aan Timon Wellenreuther. Hierop was het de wens van Bijlow om te vertrekken. Hij leek te vertrekken naar Southampton FC. Echter kwam hij hier, door de restanten van een oude blessure, niet door de medische keuring heen en keerde hij weer terug bij Feyenoord. Hij moest genoegen nemen met een reserverol. In de loop van de eerste seizoenshelft, maakt eerste doelman Wellenreuther meerdere opzichtige fouten, waardoor Bijlow op 2 november 2024 weer de kans kreeg, in de met 3-0 gewonnen thuiswedstrijd tegen AZ. Echter, kwam Bijlow niet zonder kleerscheuren uit de wedstrijd en moest opnieuw een kleine maand revalideren. Ook in deze periode oogde Wellenreuther niet zeker onder de lat. Op 17 december kreeg Bijlow opnieuw de kans, ditmaal in de bekerwedstrijd tegen MVV Maastricht, die met 1-2 gewonnen werd. In de periode die hierop volgde, was hij weer de eerste doelman. Op 29 januari 2025 raakte Bijlow wederom geblesseerd, tijdens de uitwedstrijd tegen OSC Lille in de UEFA Champions League. Deze wedstrijd ging met 6-1 verloren. Bijlow mistte door de blessure de rest van het seizoen.
In aanloop naar het seizoen 2025/26 verkoos de nieuwe hoofdtrainer Robin van Persie Bijlow tot eerste doelman.

## Clubstatistieken
| Seizoen                  | Club           | Competitie     | Competitie | Competitie | Beker | Beker | Int. | Int. | Overig | Overig | Totaal | Totaal |
| Seizoen                  | Club           | Competitie     | Wed.       | Dlp.       | Wed.  | Dlp.  | Wed. | Dlp. | Wed.   | Dlp.   | Wed.   | Dlp.   |
| ------------------------ | -------------- | -------------- | ---------- | ---------- | ----- | ----- | ---- | ---- | ------ | ------ | ------ | ------ |
| 2015/16                  | Feyenoord      | Eredivisie     | 0          | 0          | 0     | 0     | 0    | 0    | 0      | 0      | 0      | 0      |
| 2016/17                  | Feyenoord      | Eredivisie     | 0          | 0          | 0     | 0     | 0    | 0    | 0      | 0      | 0      | 0      |
| 2017/18                  | Feyenoord      | Eredivisie     | 3          | 0          | 0     | 0     | 0    | 0    | 0      | 0      | 3      | 0      |
| 2018/19                  | Feyenoord      | Eredivisie     | 16         | 0          | 0     | 0     | 1    | 0    | 1      | 0      | 18     | 0      |
| 2019/20                  | Feyenoord      | Eredivisie     | 7          | 0          | 3     | 0     | 0    | 0    | 0      | 0      | 10     | 0      |
| 2020/21                  | Feyenoord      | Eredivisie     | 16         | 0          | 0     | 0     | 3    | 0    | 2      | 0      | 21     | 0      |
| 2021/22                  | Feyenoord      | Eredivisie     | 22         | 0          | 1     | 0     | 12   | 0    | 0      | 0      | 35     | 0      |
| 2022/23                  | Feyenoord      | Eredivisie     | 25         | 0          | 1     | 0     | 8    | 0    | 0      | 0      | 34     | 0      |
| 2023/24                  | Feyenoord      | Eredivisie     | 17         | 0          | 2     | 0     | 4    | 0    | 1      | 0      | 24     | 0      |
| 2024/25                  | Feyenoord      | Eredivisie     | 4          | 0          | 2     | 0     | 2    | 0    | 0      | 0      | 8      | 0      |
| Clubtotaal               | Clubtotaal     | Clubtotaal     | 108        | 0          | 9     | 0     | 30   | 0    | 4      | 0      | 151    | 0      |
| Carrièretotaal           | Carrièretotaal | Carrièretotaal | 108        | 0          | 9     | 0     | 30   | 0    | 4      | 0      | 151    | 0      |
| Bijgewerkt op 1 mei 2025 |                |                |            |            |       |       |      |      |        |        |        |        |

## Interlandcarrière
Bijlow speelde vanaf zijn vijftiende voor alle jeugdelftallen van de KNVB. Op 1 september 2021 maakte hij zijn debuut in het Nederlands elftal met een basisplaats in de WK-kwalificatiewedstrijd tegen Noorwegen. In de twintigste minuut incasseerde hij een doelpunt van Erling Håland. De wedstrijd eindigde in een 1–1 gelijkspel. Hij kwam dat jaar uit op 6 interlands, maar raakte begin 2022 weer een tijdje uit beeld door langdurig blessureleed. 
In aanloop naar het wereldkampioenschap voetbal 2022 in Qatar werd, op 11 november 2022, door bondscoach Louis van Gaal bekendgemaakt dat Bijlow voor het eerst was geselecteerd voor een eindronde. Hiermee maakte Bijlow voor het eerst sinds 2021 zijn opwachting in het Nederlands elftal. Op dit WK was hij reserve achter Andries Noppert. Tijdens de hierop volgende Nations League, onder Ronald Koeman, was Bijlow weer eerste keus onder de lat. Bijlow werd op 29 mei 2024 door Koeman opgenomen in de Nederlandse selectie voor het EK 2024 in Duitsland. Hij kreeg op dit toernooi als reservedoelman achter Bart Verbruggen geen speeltijd. Nederland overleefde een groep met Polen, Frankrijk en Oostenrijk en schakelde vervolgens Roemenië en Turkije uit, voordat het in de halve finales met 2–1 verloor van Engeland.
| Interlands van Justin Bijlow voor Nederland | Interlands van Justin Bijlow voor Nederland | Interlands van Justin Bijlow voor Nederland | Interlands van Justin Bijlow voor Nederland | Interlands van Justin Bijlow voor Nederland | Interlands van Justin Bijlow voor Nederland |
| No.                                         | Datum                                       | Wedstrijd                                   | Uitslag                                     | Competitie                                  | Goals                                       |
| ------------------------------------------- | ------------------------------------------- | ------------------------------------------- | ------------------------------------------- | ------------------------------------------- | ------------------------------------------- |
|                                             |                                             |                                             |                                             |                                             |                                             |
| Als speler bij Feyenoord                    |                                             |                                             |                                             |                                             |                                             |
| 1.                                          | 1 september 2021                            | Noorwegen – Nederland                       | 1 – 1                                       | Kwalificatie WK 2022                        |                                             |
| 2.                                          | 4 september 2021                            | Nederland – Montenegro                      | 4 – 0                                       | Kwalificatie WK 2022                        |                                             |
| 3.                                          | 7 september 2021                            | Nederland – Turkije                         | 6 – 1                                       | Kwalificatie WK 2022                        |                                             |
| 4.                                          | 8 oktober 2021                              | Letland – Nederland                         | 0 – 1                                       | Kwalificatie WK 2022                        |                                             |
| 5.                                          | 11 oktober 2021                             | Nederland – Gibraltar                       | 6 – 0                                       | Kwalificatie WK 2022                        |                                             |
| 6.                                          | 13 november 2021                            | Montenegro – Nederland                      | 2 – 2                                       | Kwalificatie WK 2022                        |                                             |
| 7.                                          | 14 juni 2023                                | Nederland – Kroatië                         | 2 – 4                                       | UEFA Nations League 2022/23                 |                                             |
| 8.                                          | 18 juni 2023                                | Nederland – Italië                          | 2 – 3                                       | UEFA Nations League 2022/23                 |                                             |

Bijgewerkt op 18 juni 2023.

## Erelijst
| Competitie                         | Winnaar (1ste) | Winnaar (1ste)           | Finalist (2de) | Finalist (2de) | Derde  | Derde |
| Competitie                         | Aantal         | Jaren                    | Aantal         | Jaren          | Aantal | Jaren |
| ---------------------------------- | -------------- | ------------------------ | -------------- | -------------- | ------ | ----- |
| Feyenoord                          |                |                          |                |                |        |       |
| Johan Cruijff Schaal               | 3×             | 2017, 2018, 2024         | 1×             | 2023           |        |       |
| Eredivisie                         | 2×             | 2016/17, 2022/23         |                |                |        |       |
| KNVB beker                         | 3×             | 2015/16 2017/18, 2023/24 |                |                |        |       |
| UEFA Europa Conference League      |                |                          | 1×             | 2021/22        |        |       |
| Nederland –17                      |                |                          |                |                |        |       |
| Europees kampioenschap voetbal –17 |                |                          | 1×             | 2014           |        |       |

## Privé
Bijlow is de jongere broer van voormalig profvoetballer Joël Bijlow.